# محمد عبدالوهاب (بازیکن فوتبال)
محمد عبدالوهاب (عربی: محمد عبد الوهاب؛ ۱ اکتبر ۱۹۸۳ – ۳۱ اوت ۲۰۰۶) یک بازیکن فوتبال اهل مصر بود.

## باشگاهی
از باشگاه‌هایی که در آن بازی کرده‌است می‌توان به باشگاه ورزشی الاهلی مصر، باشگاه فوتبال الظفره، اشاره کرد.

## تیم ملی
وی همچنین در تیم ملی فوتبال مصر بازی کرده است.